# A studio Rubín
A studio Rubín je komorní divadlo nacházející se v historickém centru Prahy, v suterénních prostorech památkově chráněného domu U Tří zlatých hvězd na Malostranském náměstí. Studio je spojeno s autorskými inscenacemi a tvorbou nových divadelních textů; v době normalizace se zde uskutečnilo několik výstav výtvarného umění. Současná dramaturgie A studia Rubín se orientuje na intimnější, upozaďovanější a subtilnější témata.

## Historie domu
V druhé půli sedmnáctého století byl majitelem domu stavitel Santino de Bossi – spoluautor barokního opevnění Prahy, který si ho přestavěl podle vlastních představ. Na přelomu 18. a 19. století byl poté klasicistně přestavován Ignácem Aloisem Palliardim, mimo jiné autorem přestavby Thunovského paláce, kde dnes pravidelně zasedá Poslanecká sněmovna.

## Divadlo Orfeus
Sklep domu U Tří zlatých hvězd na Malostranském náměstí získal roku 1967 Radim Vašinka. Sklep byl ve špatném stavu, využíval se jako skládka harampádí.
Každé představení začínalo jakousi „vernisáží“; než se otevřela opona, principál nejdříve oznámil divákům, co uvidí. Podal krátkou charakteristiku představení, řekl něco o autorovi a oznámil publiku, jak pokračují adaptační práce. Kolik brigádnických hodin bylo odpracováno, kolik hodin odborníky, zedníky, instalatéry a výši výdajů.
Po roce byly otevřeny záchody. Prostory se postupně stávaly útulnějšími. Stavělo se druhé, tzv. velké jeviště (pozn.: nynější sál. Zprvu se hrálo jen v místnosti, kde je dnes bar). Prostor divadla byl vytápěn americkými kamny naplňovanými koksem.
Technické zázemí bylo velmi skromné. Principál však měl zkušenosti ze svého ročního režisérského působení v Divadle Na zábradlí. Experimentoval s tzv. modrým filtrem.
Základním repertoárem v začátcích byly jednoaktovky: Jacques Prévert Roura k rouře pasuje aneb Vzorně svorná rodina, René de Obaldia Katova oběť; později přibyla od téhož autora jednoaktovka Dusík. Především však skeče Pierre-Henri Camiho (v překladu Jiřího Konůpka) Opilcovo dítě aneb Malý mstitel, Robinsonova láska aneb Pátkova oběť, Fregolitto a hlavně nejpopulárnější Kleštěnec z pralesa. Vyvrcholením působení divadla byla hra Bertolta Brechta Baal (v této hře začínal svoji hereckou kariéru Vlasta Třešňák). Častým návštěvníkem byl Egon Bondy, který pro divadlo napsal detektivní hru Vrahem je zahradník. Byly uváděny i jeho poetické večery, ale i Františka Halase a dalších.
Nutno připomenout, že už od roku 1968 začínali v ORFEU účinkovat i různí hosté. Pantomima: Turba tacet – Ctibor Turba se svým sólovým pořadem Udělej mu to zprava. Jazz Celula – trumpetista Laco Déczi, bubeník Laco Tropp, saxofonista František Král. Zpívali zde i písničkáři Jaroslav Hutka a Vlasta Třešňák.
Později do repertoáru přibyla hra Šárky Smazalové Čaj; kus začala autorka psát ve svých dvaadvaceti letech. Premiéra se pak konala v červnu 1969, tu však už autorka neviděla, neboť mezitím zemřela. Hra měla veliký úspěch. Na jednu z repríz přišel soudruh Maslov ze sovětského velvyslanectví (v doprovodu dvou pracovníků 6. oddělení ministerstva). Druhého dne bylo divadlo na popud velvyslanectví zlikvidováno („zavřeno kvůli rekonstrukci“). A to byl v roce 1971 konec starého Orfea.

## Rubín
Divadlo se, vzhledem k nastupující normalizaci, dostalo pod hlavičku Socialistického svazu mládeže a získalo ideově korektní název Rubín. Mělo se stát výlohou mladých, uvědomělých komunistů. Od roku 1972 začal působit v Rubínu stálý a profesionální soubor Divadla na okraji. Od sezony 1972/1973 byl uměleckým šéfem divadla Zdeněk Potužil. Následovala řada úspěšných inscenací v jeho režii. Například Karel Hynek Mácha: Máj (1972), Julian Tuwim: Bál v opeře (1974), Vladimír Páral: Knedlíkové radosti (1976), Bohumil Hrabal: Postřižiny (1977), Viktor Dyk: Krysař (1986). Souborem prošla řada později známých umělců jako Iva Hüttnerová, Zdeněk Dušek, Zdena Hadrbolcová, Radka Fidlerová, Evald Schorm, Ondřej Pavelka či Eva Salzmannová. Hudbu pro většinu představení skládal Miki Jelínek.

### A studio a Divadlo na okraji
Právě Miki Jelínek byl od roku 1975 uměleckým vedoucím amatérského souboru A studio, který působil při Divadle na okraji v podstatě jako líheň mladých talentů. Štafetu ve vedení převzal od Jana Badalce. Umělecky tu debutovali například režisér Petr Koliha, režisér Michal Dočekal, herečka Alena Štréblová a další. Vedení A studia převzal v roce 1982 Ondřej Pavelka s Evou Salzmannovou.
Zdeněk Potužil v roce 1987 soubor Divadla na okraji rozpustil.
V sezóně 1988/89 v Rubínu ještě uvedlo volné spojení režisérů (Lucie Bělohradská, Jan Borna, Zdeněk Potužil, Uhrin) tři večery poezie z tvorby režimem opomíjených básníků. Pořady proběhly pod názvem Večery poezie č.1 – 3. a podíleli se na nich například Dana Batulková, Radka Fidlerová, Zdena Hadrbolcová, Eva Salzmannová, Josef Carda, Miroslav Kovářík, Radovan Lukavský, David Matásek.

### Zelené peří
Pořad Zelené peří vytvořil Mirek Kovářík roku 1969 původně pro rozhlas jako jakousi hitparádu poezie po vzoru písničkových pořadů. Na počátku normalizace byl Mirek Kovářík z rozhlasu vyhozen za své komentování vpádu okupačních vojsk. V polovině 70. let dostal nabídku vedoucího studia Rubín Zdeňka Potužila, který začínal v litvínovském Kováříkově Docela malém divadle jako osvětlovač a technik, aby Zelené peří obnovil jako klubový pořad. Literární večery původně provozované v Praze rozšířil roku 1978 do klubu Studio Horizont na sídlišti Lesná v Brně (pod názvem Slyšet se navzájem) a do klubu Čéčova v Českých Budějovicích (pod názvem Hledám tě v tomto městě). Kovařík v těchto pořadech pomáhá propagovat a zveřejňovat poezii mladým začínajícím autorům. K těm, jejichž texty uvedl poprvé v Zeleném peří, patří jména některých současných prozaiků – Alexandra Berková, Věra Nosková, Irena Dousková, Halina Pawlowská, Michal Ajvaz, Jiří Hájíček, nebo básníků – Jiří Staněk, Svatava Antošová, Radek Malý či Lubor Kasal.
Mirek Kovářík uvedl celkem asi 200 klubových pořadů Zelené peří. Poezii spolu s ním recitovala také herečka Zdena Hadrbolcová, členka souboru Divadla na okraji. Mirek Kovářík patřil v 60. letech k zakladatelským osobnostem divadla malých forem a ve stejné době objevil a po celý život propagoval pro širší veřejnost poezii Václava Hraběte.

### Autorský kabaret
V Rubínu působila skupina bratří Justů, orientující se na moderní autorský kabaret (pořady: Vyhovování 1975–1982; Vata 1979; Ústřední půjčovna myšlenek 1982).

### Hudební pořady
Rubín byl od počátku i hudebním klubem a tak zde začínaly i některé skupiny nebo písničkářské dvojice, například Burian a Dědeček s pravidelnými pořady (Beze vší poezie 1975, Já nechci létat v raketě 1976).

### Výstavy
V době normalizace se v klubu Rubín konalo několik komorních výstav.
- 1975 Jan F. Kovář
- 1975 Miloš Koutecký
- 1975 Josef Šimerda
- 1976 Petr Pichl
- 1976 Julie Brabcová
- 1977 Jan Merta: Hrstka obrazů
- 1979 Elžbieta Grosseová: Keramika
- 1980 Věra Zálešáková: Obrazy

### Po roce 1989
Po revoluci se A studio profesionalizovalo; v letech 1991–1995 byl David Czesany režisérem a uměleckým šéfem v tomto prostoru. Režíroval zde např. inscenace: Hodina lásky (1991), Slavík k večeři (1992) a Dvě noci s dívkou (1995) od Josefa Topola, Blázen a jeptiška (1994) od S. I. Witkiewicze, Strindbergovu Slečnu Julii (1994) aj. Nejvýznamnějším počinem v této době byla tedy série všech malých her Josefa Topola, které vznikly u příležitosti jeho šedesátin. Divadlo také pokračovalo v tradici poskytování prostoru mladým hercům, režisérům a hudebníkům.
Objevil se tu i Filip Topol, člen skupiny Psí vojáci. Nejprve se svým sólovým Recitálem smutného zvířete. Od 12. a 13. června 1992 pak s existenciálním dramatem Narozeniny, kde vystupoval spolu s herečkou Martou Vítů. V dalších třech letech se pak vždy 12. a 13. června konaly reprízy tohoto představení.
Od roku 1997 je uměleckým šéfem A studia Rubín jeden z původních členů Divadla na okraji Ondřej Pavelka. V roce 1998 se Divadlo Nablízko (bývalí studenti KALD DAMU – 5. ročník Katedry alternativního a loutkového divadla DAMU) stalo stálým souborem A studia Rubín a uvedlo se inscenací Saroyanova Tracyho tygra. Některá další představení Divadla Nablízko: Eugène Ionesco: Třeštění ve dvou (2000), Michail Bulgakov: Psí Srdce (2001), Stanisław Ignacy Witkiewicz: Šílená Lokomotiva, Anton Pavlovič Čechov: Višňový sad, Jiří Trnka: Zahrada.
Divadlo Nablízko ukončilo svou spolupráci s A studiem v roce 2003 a Rubín je od té doby opět bez souboru. Přesto se zde uváděla řada představení jako Johann Wolfgang von Goethe: Faust (2004), Sarah Kane: Crave, Blaster (2005), Enda Walsh: Pan Človíček (2004), William Shakespeare: Sen noci svatojánské (2006), nebo autorská one man show Tomáše Matonohy Všichni moji hrdinové (2006).
V sezóně 2008/2009 došlo ke změně vedení divadla a A studio Rubín opět začalo vytvářet vlastní stálý domácí repertoár, který je tvořen pouze autorskými inscenacemi.
Pavla Beretová byla za roli Salome (ve hře Kauza Salome) nominována na Cenu Thálie za nejlepší ženský herecký výkon za rok 2009.
Autor Petr Kolečko a režisérka Daniela Špinar byli za hru Kauza Salome nominováni na Cenu Alfréda Radoka v kategorii „Hra roku“ 2009.
Hra KAUZA MÉDEIA byla nominována na Cenu Alfréda Radoka 2010 v kategorii „Nejlepší poprvé uvedená česká hra“.
Divadelní hra Zakázané uvolnění, která měla premiéru 15.9.2012 v A studiu Rubín (režie Daniel Špinar, scénář Petr Kolečko), byla v létě roku 2013 zfilmována (režie Jan Hřebejk, scénář Petr Kolečko). Film byl slavnostně uveden do kin 5. 6. 2014.
Divadelní hra Padesátka, která měla premiéru 28. 3. 2014 v A studiu Rubín (režie Vojtěch Kotek, scénář Petr Kolečko), byla v zimě 2014/15 zfilmována (režie Vojtěch Kotek, scénář Petr Kolečko). Film byl slavnostně uveden do kin 24. 12. 2015.

## Osobnosti spojené se Studiem Rubín
- Ivo Jahelka (debutoval zde)[4]

## Současné vedení divadla
- ředitel: Ondřej Glazar
- umělecká šéfka: Dagmar Fričová
- dramaturgyně: Lucie Ferenzová
- produkce: Johana Kolomazníková, Natálie Pelcová
- technika: David Oupor

### Repertoár (2023–2024)
- Jenom matky vědí, o čem ten život je (režie Barbara Herz; premiéra 28. února 2020)
- ZVRHLÁ MARGARET (režie: Anna Petrželková; premiéra 16. září 2015)
- Náhradní existence (režie: Adam Steinbauer; premiéra 25. března 2022)
- O bílých heterosexuálních mužích, co jedí maso (režie: režie Barbara Herz; premiéra 31. května 2022)
- HUBTE TRAMPY, SEROU V LESE aneb Z cancáku René Ilči Baumana (režie Jan Frič; premiéra 7. září 2014)
- Burnout aneb Vyhoř! (režie: Jan Frič; premiéra 1. března 2019)
- Moje malá úchylka (režie: Adéla Stodolová; premiéra 22. února 2017)
- Plán B (režie: Jiří Ondra; premiéra 21. května 2023)
- Propast (režie: Lucie Ferenzová; premiéra: 24. března 2023)